# Scanlon
Scanlon – miasto w Stanach Zjednoczonych, w stanie Minnesota, w hrabstwie Carlton.